# Pirjo Muranen
Pirjo Muranen, finska smučarska tekačica, * 8. marec 1981, Rovaniemi, Finska.
Pirjo Muranen, rojena Manninen, je znana finska smučarska tekačica, sestra nordiskega kombinatorca Manninena. Muranenova je zmagovalka šprinta na svetovnem prvenstvu v Lahtiju leta 2001. Leta 2005 je na svetovnem prvenstvu v Oberstdorf osvojila drugo mesto v skupinskem šprintu, 2007 pa na svetovnem prvenstvu v Saporu prvo mesto v štafeti 4x5 km.